# Mona Dorf
Mona Dorf (São Paulo, 23 de maio de 1960 ) é uma jornalista brasileira.

## Carreira
Depois de concluir o curso secundário no Liceu Pasteur, graduou-se em jornalismo, pela Fundação Casper Líbero (1978-1982).
Iniciou sua carreira na televisão, em 1983, como repórter de cultura no projeto Abril Vídeo, da Editora Abril, em São Paulo, passando logo para a TV Globo, onde apresentou o SPTV  e o Jornal da Globo; depois seguiu para a extinta TV Manchete, a TV Cultura e a Rede Record, onde apresentou telejornais.
Na internet, desenvolveu projeto de banda larga e TV interativa para a AOL, estreando na cobertura do Rock in Rio em um programa de entrevistas com artistas internacionais e brasileiros. Foi apresentadora do Jornal do Portal Terra e formatou o projeto inovador de incentivo à leitura Letras & Leituras pela Rádio Eldorado e fez parte do time da TV Ideal, canal com programação totalmente dedicada ao mundo corporativo, onde apresentou o Confraria Ideal. Possui um blog multimídia no Portal IG, atualizado diariamente com a colaboração da também jornalista Anapaula Ziglio de Andrade. Com vídeo-entrevistas, galeria de fotos em slideshow e podcasts, o blog acompanha a produção cultural brasileira e eventos literários.
Lançou em 2010, o livro Autores e Ideias, Editora Benvirá, com 36 entrevistas com escritores brasileiros de várias gerações.
No início de 2014 entrou na Rádio Jovem Pan para apresentar o programa Os Pingos Nos Is, na bancada com os jornalistas Reinaldo Azevedo e Patrick Santos, porém, decidiu deixar o programa em 17 de março de 2015.
Sua outra participação em programas políticos foi ao lado de Herodoto Barbeiro, no programa Opinião Nacional, na TV Cultura, onde fez também documentários sobre meio ambiente.
Nos últimos anos tem se dedicado mais à literatura, promovendo e mediando encontros com escritores brasileiros contemporâneos. Participou das Bienais do Livro Rio e São Paulo, Fliporto em Olinda, Flipoços, Fórum das Letras em Ouro Preto e (Ao) Gosto das Letras em Ourinhos.

## Filmografia
| Ano       | Nome              | Cargo         | Emissora           |
| --------- | ----------------- | ------------- | ------------------ |
| 1986-1989 | Jornal da Cultura | Repórter      | TV Cultura         |
| 1989-1990 | SPTV              | Apresentadora | TV Globo São Paulo |
| 1993-1997 | Opinião Nacional  | Apresentadora | TV Cultura         |
| 1998-1999 | SPTV              | Apresentadora | TV Globo São Paulo |
| 1999      | Jornal da Globo   | Apresentadora | TV Globo           |
| 2000-2002 | Página 1          | Apresentadora | Rede Record        |